# ورود هليوغابالوس
ورود هليوغابالوس هي لوحة زيتية رسمها الفنان لورينس تديما في عام 1888، اللوحة حالياً مملوكة من قبل حزقيال أنطونيو بيريز سيمون.